# صبحی طفیلی
صُبحی طُفَیلی (زاده ۱۹۴۸) روحانی شیعه و سیاستمدار لبنانی، از اعضای اولیه و پیشین جنبش امل و از بنیان‌گذاران و نخستین دبیرکل حزب‌الله لبنان است. وی از سال ۱۹۸۹ تا ۱۹۹۱ دبیرکلی حزب‌الله لبنان را به عهده داشت؛ اما برخی اختلافات سبب شد تا شورای اجرایی حزب‌الله او را برکنار کند.
او در توافق میان اَمل و حزب‌الله در بهمن ۱۳۶۷ در دمشق که منجر به نخستین صلح دو گروه شبه نظامی شیعه در لبنان شد، نقش داشت.
وی در سال ۱۳۷۷ خورشیدی، تشکیلاتی با نام «ثوره الجیاع» (انقلاب گرسنگان) راه‌اندازی کرد؛ اما درگیری‌های بعدی باعث شد وی در خانه‌اش زندانی گردد.
طفیلی هم‌اکنون نیز از منتقدان حزب‌الله لبنان و جمهوری اسلامی ایران به‌شمار می‌آید.

## زندگی‌نامه
صبحی طفیلی، زاده سال ۱۳۲۷ش (۱۹۴۸م) در روستای «بریتال» از توابع بعلبک در منطقه بقاع لبنان، مدارج علمی حوزوی را در نجف طی کرد. او از شاگردان سید محمدباقر صدر محسوب می‌شود. وی چنانکه خود گفته، سال ۱۳۵۸ «تجمع علمای مسلمین» را در منطقه بقاع تأسیس کرد. وی از روح الله خمینی در ۱۴ آبان ۱۳۶۷ اجازه در امور حسبی دریافت کرد.